# Savro, Peatîhatkî
Savro (în ucraineană Савро) este localitatea de reședință a comunei Savro din raionul Peatîhatkî, regiunea Dnipropetrovsk, Ucraina.

## Demografie
Componența lingvistică a localității Savro
     Ucraineană (94,65%)
     Rusă (5,01%)
Conform recensământului din 2001, majoritatea populației localității Savro era vorbitoare de ucraineană (94,65%), existând în minoritate și vorbitori de rusă (5,01%).